# Tischeria dodonea
Tischeria dodonea là một loài bướm đêm thuộc họ Tischeriidae. Chúng được tìm thấy ở châu Âu. 

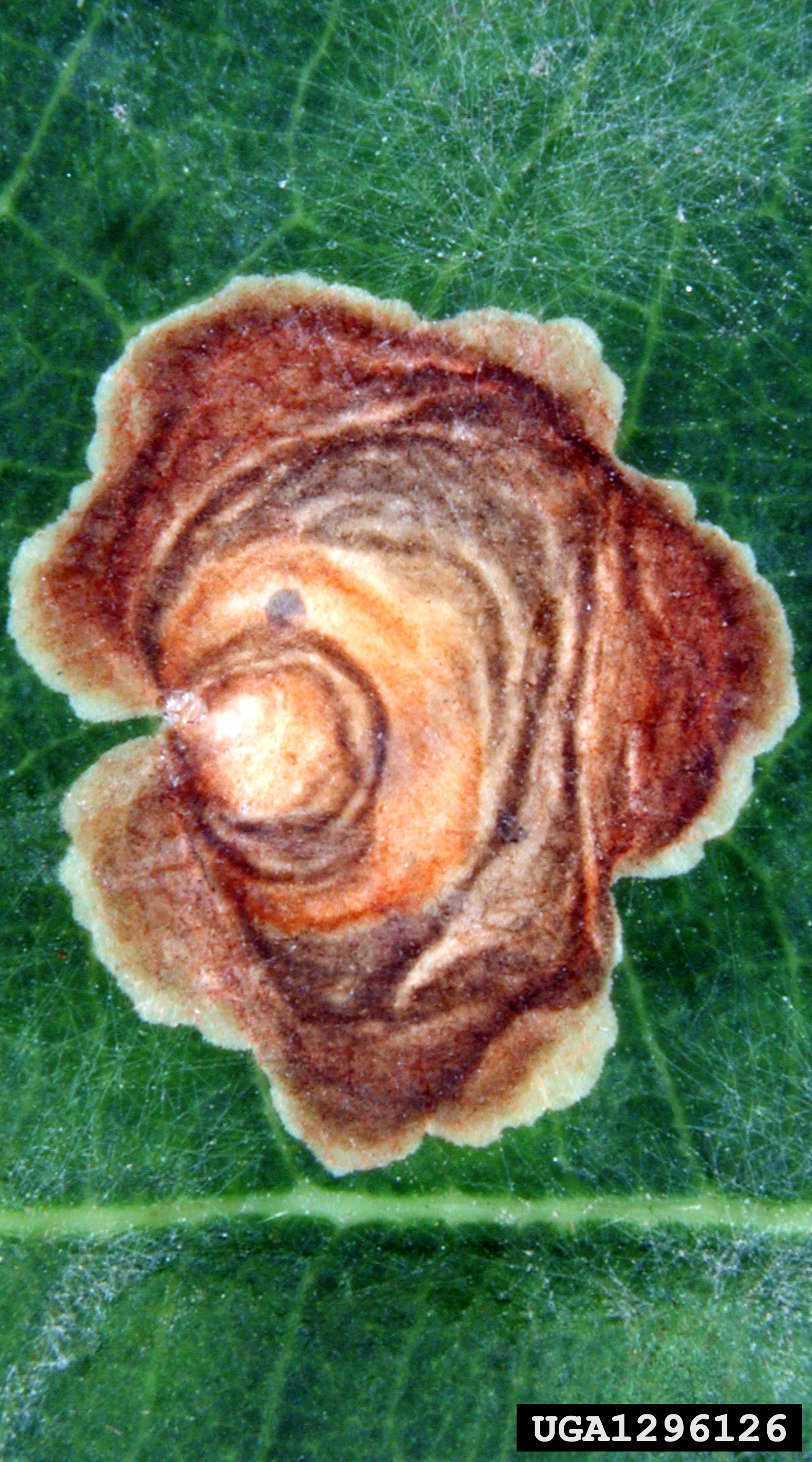
Hư hại

Con trưởng thành bay mainly tháng 6 tùy theo địa điểm.
Ấu trùng ăn các loài Castanea và Quercus.